# Бревнов, Герман Сергеевич
Герман Сергеевич Бревнов (26 апреля 1931 — 4 мая 2020) — советский государственный и хозяйственный деятель, Герой Социалистического Труда.

## Биография
Родился в 1931 году в Горьком. Член КПСС с 1952 года.
С 1950 года — на хозяйственной и партийной работе.
В 1950—1991 гг. :
- технолог, секретарь комитета комсомола,
- заместитель начальника отдела, заместитель начальника цеха,
- заместитель секретаря, секретарь парткома, начальник цеха,
- заместитель начальника производственного цеха,
- секретарь парткома,
- заместитель главного инженера на Горьковском машиностроительном заводе,
- директор Горьковского машиностроительного завода Миноборонпрома СССР,
- заместитель министра оборонной промышленности СССР.

Указом Президиума Верховного Совета СССР от 22 марта 1982 года присвоено звание Героя Социалистического Труда с вручением ордена Ленина и золотой медали «Серп и Молот».
Избирался депутатом Верховного Совета РСФСР 11-го созыва.